# Pygarctia haematodes
Pygarctia haematodes är en fjärilsart som beskrevs av Dyar 1921. Pygarctia haematodes ingår i släktet Pygarctia och familjen björnspinnare. Inga underarter finns listade.